# Fouage de Bretagne
In Bretagna sotto l'Ancien Régime, il fouage de Bretagne (lett. focatico di Bretagna) era una imposta diretta provinciale dello stato bretone.

## Etimologia
Il termine feu (fuoco, fiamma) (dal latino focus, il focolare) designa nel Medioevo il focolare, dapprima in senso stretto (il luogo dove il fuoco brucia) poi figurato: l'alloggio familiare (cf. l'espressione « sans feu ni lieu » « senza focolare né casa »), poi la famiglia stessa.
In breve, viene utilizzato come unita di base per l'imponibile, il calcolo e la riscossione dell'Imposta diretta; si parla allora di feu fiscal (focolare fiscale).
Ha una origine comune con il focatico, o fuocatico, che era un'imposta applicata su ciascun fuoco, o focolare, cioè su ciascuna abitazione di un gruppo familiare, o su ciascun fumante se l'abitazione comprendeva più gruppi familiari, che ebbe vasta diffusione nell'Europa medievale e moderna.

## Storia
Era una Taille reale (non nominale) sui focolari dei roturier.
Costituisce quello che si definisce una "imposizione straordinaria" e continua a conservare un carattere eccezionale. Di fatto, è sempre necessario per il potere ducale giustificare la sua imposizione nel ducato. Nel XVIII secolo c'erano circa 32 400 "focolari" in Bretagna.
Originariamente erano molto più numerosi, ma alcuni sono stati "nobilitati" (10% circa) e altri sono stati "riscattati" (25%).
Il primo "fouage général" fu concesso al duca di Bretagna Giovanni VI il Saggio, conte di Montfort; dallo Stato di Bretagna riunito a Vannes il 20 ottobre 1365. Fu in parte istituito per compensare le grandi spese della Guerra di successione bretone che era terminata in quel periodo.
La "Réformation des fouages de 1426" (Riforma dei focatici del 1426) è stato il primo censimento che abbia mai avuto luogo in Bretagna, il più grande conservato di tutta l'Europa di quel periodo. Questo inventario dei Bretoni all'inizio del XV secolo aveva un duplice obiettivo : conoscere la popolazione tassabile e, quindi, la capacità del Ducato di pagare le imposte per finanziare la guerra, e, d'altra parte, attraverso il conteggio dei nobili e dei loro braccianti, valutare la forza delle truppe ducali, poiché i nobili, esentati da imposte, erano in compenso soggetti al servizio militare. Ciascun capo famiglia era identificato nel suo "focolare fiscale", il luogo dove vive.
Le annotazioni sono talvolta precise : sposato, vecchio impotente, femmina vedova, ecc. Si elencano i mestieri: confezionatori, tagliatori, carpentieri, carrettieri... Questi documenti sono conservati negli archivi dipartimentali della Loira Atlantica.
Nel Medioevo, la decisione del duca bretone di procedere a una esazione di "fouage" è possibile solo previa consultazione e notifica agli Stati generali delle finanze riuniti a Nantes, sede ducale e città sede del potere e dalla quale si emanano direttive centrali. Questi Stati non sono permanenti. In realtà, essi sono convocati almeno ogni 2 anni in materia di questioni finanziarie e hanno visto il loro ruolo crescere come le crescenti esigenze di denaro del ducato.
Tuttavia, il loro potere è limitato: il duca sostiene le loro ordinanze generale e la ratifica dei trattati, ma lui può agire senza il loro consenso, ad eccezione di imposte pubbliche come il "fouage", che devono essere prima votate e accettate dagli Stati. Inoltre, l'ammontare del "fouage" è determinata nel corso della riunione di questi stessi Stati, tra i delegati dei 3 ordini e i rappresentanti del potere Ducale. A differenza della Taille, il "fouage" è un impôt de quotité (imposta di quota), cioè viene fissata e basata su una percentuale predeterminata in anticipo.
In seguito il "fouage" è introdotto per diocesi. Questo mostra che per raccogliere l'imposta, l'amministrazione finanziaria utilizza strutture territoriali già esistenti da lungo tempo e quindi con radici solide (fatta eccezione per la diocesi di Dol, molto più recente delle altre). Queste diocesi, date le loro dimensioni, la loro stabilità e la loro coerenza geografica, diventano quindi uffici circoscrizionali finanziari nella raccolta di fondi dovuti per la "fouage" nel ducato. Il fatto che queste entità territoriali siano precisamente delimitate e che raggruppino assieme diversi Feudi ha facilitato la riscossione della "fouage" a livello locale.
Inoltre, i vescovati erano stati già divisi in quelle che furono chiamate "recettes de fouage" ("raccolte di focatico") con lo scopo di avvicinare l'esattore delle imposte al contribuente.
Nel Basso Medioevo, la riscossione della "fouage" era molto spesso prevista su due scadenze nell'anno, che viene quindi riscossa in due distinti momenti separati da un intervallo di quasi sei mesi. Infatti, la prima riscossione era in programma il 15 aprile e fu generalmente la metà dell'importo previsto. La seconda riscossione è stata fissata durante la festa di San Michele Arcangelo, cioè il 29 settembre dello stesso anno e prese quindi in carico la restante metà del focatico bretone. Le riscossioni della "fouage" erano pertanto basate sul calendario agricolo e identiche alle pratiche allora in vigore nel resto dell'Occidente cristiano. Infatti, il 15 aprile corrisponde al periodo di Pasqua e alle prime semine di primavera e il 29 settembre alla fine dei raccolti, due date molto significative per i contadini che associavano ad esse il periodo della pagamento della "fouage".
Con i suoi supplementi inevitabili, l'ordinaria "fouage" valeva 1 100 000 livre nel 1788.
Ma regolarmente, gli Stati provinciali istituirono delle fouages straordinarie molto più elevate, che sono stati annunciate come dei prestiti, ma mai rimborsati. Nel 1789, il Terzo stato della Bretagna reclama più di 300 milioni agli Stati provinciali. Questo solleva le ostilità con la nobiltà bretone, grande beneficiaria del sistema.